# أم عامر بنت أبي قحافة
أم عامر بنت أبي قُحَافة بن عامر بن عمرو التيمية القرشية صحابية من أهل مكة، وهي أخت الخليفة الراشدي أبو بكر الصديق أحد العشرة المبشرون بالجنة، تزوجها الصحابي عامر بن أبي وقاص وولدت له: ضعيفة بنت عامر.

## نسبها
- هي أم عامر بنت أبي قحافة بن عامر بن عمرو بن كعب بن سعد بن تيم بن مرة التيمية القرشية الكنانية.[2]
- أمها هي هند بنت نُقَيد بن بُجَير بن عبد بن قصي بن كلاب القرشية الكنانية.